# Margit Makay
Dans le nom hongrois Makay Margit, le nom de famille précède le prénom, mais cet article utilise l’ordre habituel en français Margit Makay, où le prénom précède le nom.
Margit Makay, née le 4 août 1891 à Miskolc et morte le 6 novembre 1989 à Budapest, est une actrice hongroise. Elle a joué dans 30 films entre 1912 et 1989.

## Filmographie partielle
- 1939 : Cinq Heures quarante (5 óra 40) d'André de Toth
- 1957 : Két vallomás de Márton Keleti
- 1965 : A kőszívű ember fiai de Zoltán Várkonyi
- 1973 : 25, rue des Sapeurs d'István Szabó
- 1974 :Jeux de chat de Károly Makk
- 1975 : 141 perc A befejezetlen mondatból de Zoltán Fábri
- 1977 : Une nuit très morale de Károly Makk
- 1989 : Bye bye chaperon rouge de Márta Mészáros : l'arrière grand-mère